# Přírodní park Bobrava
Přírodní park Bobrava je obecně chráněné území na ploše 30,90 km², vyhlášené 1. ledna 1982 v okrese Brno-venkov asi 13 km jihozápadně od Brna.
Na území parku se nachází také přírodní památka Střelický les a přírodní památka Střelická bažinka.

## Geografie
Park leží asi 13 km západně od Brna na zalesněném území mezi obcemi Ořechov, Střelice, Omice, Popůvky Tetčice, Troubsko, Neslovice, Hlína, Silůvky, Prštice a Radostice, v okolí středního toku říčky Bobravy ve střední části Bobravské vrchoviny. Na území parku se nenachází žádné trvalé sídlo (pouze několik samot). Průměrná nadmořská výška je přibližně 400 m, přičemž nejvyšší body se nacházejí v jeho západní části nedaleko obcí Hlína (461 m) a Neslovice (452 m), nejnižší místo je dno údolí Bobravy u Anenského mlýna (250 m) ve východní části parku.

## Fauna
Na území parku žijí všechny běžné druhy lesních savců, jako je např. liška obecná, jezevec lesní, kuna lesní atd., z drobných druhů např. rejsek malý, rejsec vodní nebo plšík lískový. Hnízdí zde asi 98 druhů ptáků – např. jestřáb lesní, včelojed lesní, čáp černý, krkavec velký, sluka lesní, datel černý, strakapoud prostřední, žluva hajní, lejsek bělokrký. Charakteristický pro tuto oblast je konipas horský. Z vodního ptactva v parku hnízdí např. potápka malá, chřástal vodní nebo chřástal kropenatý. Početné jsou také populace některých obojživelníků, zejména ropuchy obecné a skokana štíhlého, kteří se na jaře stahují do zdejších vod za účelem rozmnožování. Pozorovat je možné rovněž rosničku zelenou, čolka obecného, čolka velkého a vzácně i mloka skvrnitého (masív Bučína).

## Turistika
Přes park prochází několik turistických a cyklistických stezek (okruh přírodním parkem Bobrava). Park je dobře přístupný díky husté železniční síti - železniční zastávky se nacházejí v obcích Střelice, Omice, Tetčice, Silůvky a Radostice. Do ostatních míst zajíždějí autobusy IDS JMK.
V údolí řeky Bobravy se dochovaly fragmenty dřívějších vodních mlýnů (např. Radostický, Spálený, Anenský, Šafránkův). Na vrchu Bučín (444 m) lze nalézt nepatrné zbytky středověké tvrze připomínané již v roce 1349.